# Ciesze
Ciesze – wieś w Polsce położona w województwie podlaskim, w powiecie monieckim, w gminie Mońki.
Wieś królewska w starostwie knyszyńskim w ziemi bielskiej województwa podlaskiego w 1795 roku. W latach 1975–1998 miejscowość administracyjnie należała do województwa białostockiego.
Wierni kościoła rzymskokatolickiego należą do parafii św. Brata Alberta Chmielowskiego w Mońkach.